# Nuestra Señora de Monserrate (Hormigueros)

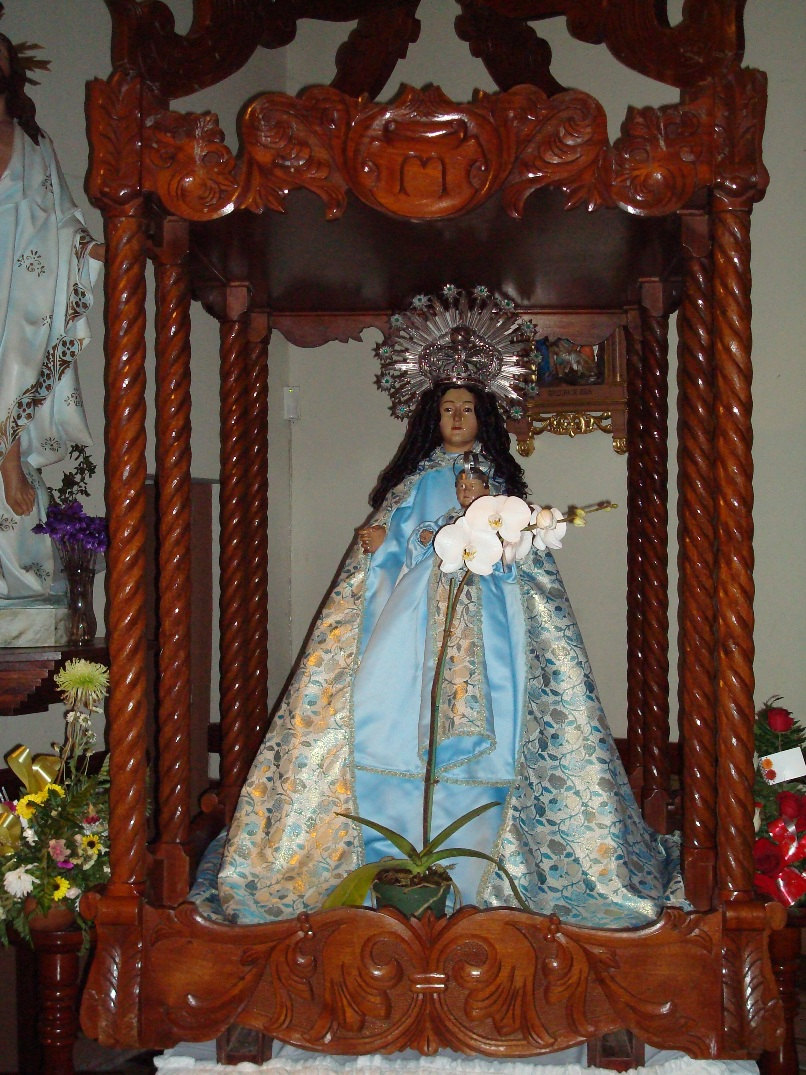
Talla procesional en la Basílica Menor en Hormigueros.

Nuestra Señora de La Monserrate es una advocación de la virgen María venerada en la basílica menor de Nuestra Señora de La Monserrate. Es la patrona de Hormigueros, Puerto Rico, EE. UU.
Según cuenta la tradición, a finales del siglo XVI salvó la vida de Giraldo González de la embestida a campo abierto de un toro. Además, se trata de una de las devociones más relevantes de Puerto Rico, seguida por la de la virgen de Belén.
La Iglesia católica conmemora la festividad de la advocación el 8 de septiembre.

## Origen y milagros

### Primer milagro
Cuenta la tradición que a finales del siglo XVI el hacendado o estanciero Giraldo González trabajaba en la zona del actual Hormigueros, recogiendo bejucos para hacer canastas. De repente, sale a su encuentro un toro salvaje que acomete contra él, este al ver que no puede trepar a un árbol, ni huir por estar junto a un precipicio, ni defenderse con su machete se encomienda a la Virgen exclamando Favoréceme querida Señora de Monserrate.
En el acto la bestia dobló rodillas y bajó la cabeza hasta el suelo sin hacer mal al afligido. En el cielo había aparecido la Madre de Jesús que haciendo un gesto con su mano izquierda ordenaba al toro bravío que se arrodillara.
En agradecimiento al favor recibido Giraldo González construye en 1590 en el tope de esa colina una pequeña ermita o capilla de adobe. 

### Segundo milagro
Giraldo González tenía una hija de ocho años la cual se extravió por el cerrado bosque que rodeaba el santo monte. Quince días duró la búsqueda y al cabo de ellos hallaron a la niña en buen estado de salud y alegre, con su ropa sana, igual que el día en que se perdió.
Al preguntársele como había vivido sin sustentarse, dijo que una mujer trigueña le había dado de comer todo aquel tiempo, halagándola y acariciándola como madre: de quien se entendió ser la Virgen de Monserrate, de quien su padre era devoto.

## Iconografía
El lienzo de Nuestra Señora de La Monserrate es de datación imprecisa, entre 1590 y el primer tercio del siglo xvii, época española de la capitanía general de Puerto Rico. Preside el altar mayor de la basílica menor y se atribuye a Manuel García, por lo que se trata del cuadro más antiguo de Puerto Rico obra de un artista de la isla. El lienzo representa a la virgen de Montserrat, que se encuentra en el monasterio de Montserrat (Barcelona, España). Su marco de plata data de 1799, obra del orfebre Vicente Furiat, elaborado con la fundición de los numerosísimos exvotos de los feligreses.
Además, la talla procesional de Nuestra Señora de Monserrate se encuentra en la capilla de la Virgen. Es un virgen que data del siglo XVIII. Procedente de talleres españoles, cuenta con un importante ajuar que en ocasiones hace pensar que se trata de una imagen de vestir o de candelero. Una restauración en los años setenta del siglo XX oscureció la tez de la virgen a semejanza de la moreneta, siendo restaurada a su color original claro posteriormente.
El 12 de febrero de 1995 se produjo la coronación canónica de Nuestra Señora de La Monserrate por el cardenal Luis Aponte Martínez.

## Basílica de Nuestra Señora de la Monserrate en Hormigueros

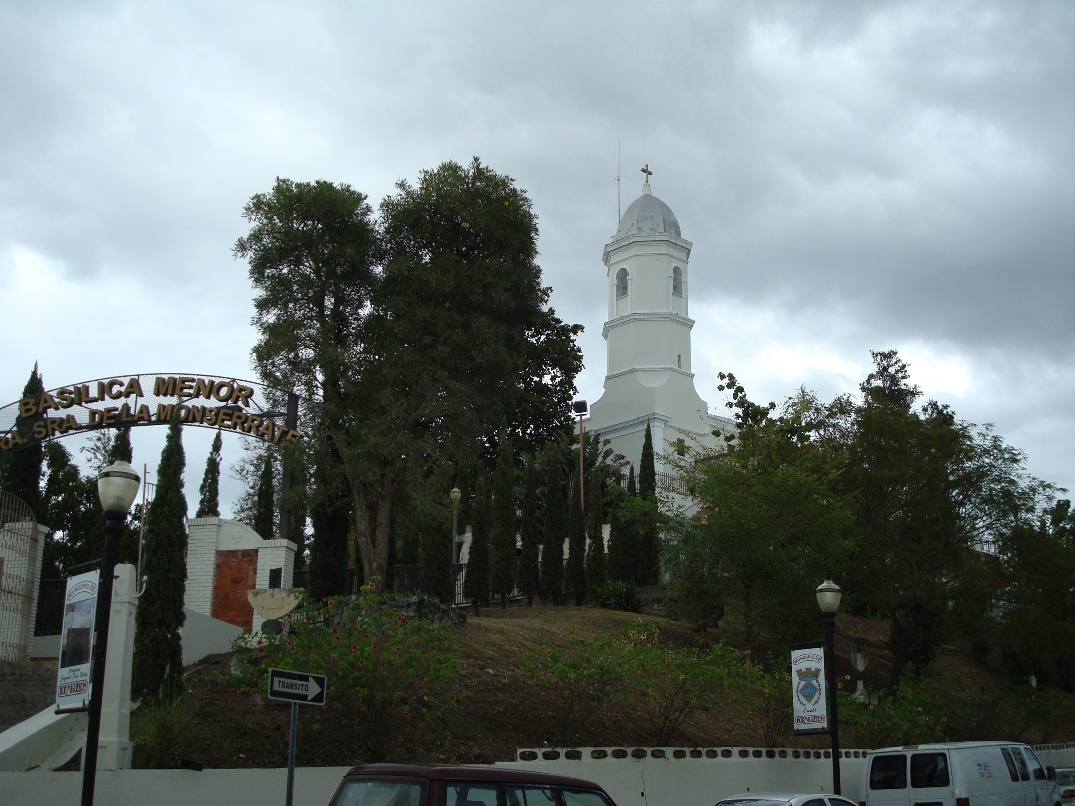
Basílica Menor Nuestra Señora de la Monserrate.

La basílica menor se levanta en el mismo lugar donde se erigió la primera capilla o ermita de 1590. El templo data del siglo XVIII, con reformas en el siglo XIX. La parroquia se fundó en 1874, al tiempo que se dio categoría de municipio a Hormigueros. Juan Pablo II la elevó a basílica el 19 de mayo de 1998.

## Fiestas en honor de la Virgen de la Monserrate
Se trata del centro de peregrinación mariano más importante de Puerto Rico y de los Estados Unidos, con 500.000 visitantes anuales. El culto a Nuestra Señora se ha llevado a cabo durante más de 400 años, en los que el pueblo portoriqueño ha mostrado su devoción a La Monserrate.
Cada 8 de septiembre, peregrinos de todo Puerto Rico llegan hasta la Basílica a venerar a la Santísima Virgen y celebrar la fiesta en su honor.